# Tylopaedia sardonyx
Tylopaedia sardonyx är en fjärilsart som beskrevs av Henry Trimen 1868. Tylopaedia sardonyx ingår i släktet Tylopaedia och familjen juvelvingar. Inga underarter finns listade i Catalogue of Life.